# Karel Dub
Karel Dub (21. dubna 1899 Hrzín – 24. října 1942 Koncentrační tábor Mauthausen) byl podporovatel výsadku Out Distance popravený nacisty.

## Život a spolupráce s parašutisty
Karel Dub se narodil 21. dubna 1899 v Hrzíně do rodiny Františka Duba a Františky Dubové rozené Sůvové. Pracoval jako tiskařský dělník a byl ženatý s Miroslavou Dubovou, rozenou Čermákovou. V roce 1927 se manželům narodil syn František.
Do odbojové sítě se zapojil přes svou manželku Miroslavu Dubovou, která působila jako dobrovolná sestra Československého červeného kříže. Stejně jako Marie Bradáčová a Josefa Bautzová (Baucová) patřila i jeho žena mezi spolupracovnice Anny Šrámkové, předsedkyně Krajského poradního sboru dobrovolných sester Československého červeného kříže.
Manželé Dubovi bydleli ve Viktorinově ulici v pražských Nuslích. Pomáhali obstarávat potřebné věci pro ukrývané parašutisty a poskytovali ubytování členům paraskupiny Out Distance Karlovi Čurdovi a Adolfovi Opálkovi.

## Zatčení a smrt
Karel Dub byla zatčen 15. srpna 1942 (jeho manželka již 21. června 1942). Z policejní vazby v Praze byl deportován do Malé pevnosti Terezín. Dne 29. září 1942 byl stejně jako jeho manželka stanným soudem odsouzen k trestu smrti. Po transportu do koncentračního tábora Mauthausen byli oba dne 24. října 1942 zastřeleni.

## Syn František Dub
Syn František byl internován na zámečku Jenerálka, kde Němci zřídili dětský domov pro děti s podobným osudem. V dubnu 1944 byly děti z Jenerálky převezeny do tábora ve Svatobořicích u Kyjova. Když se blížil konec války a tábor byl likvidován, putoval s ostatními dětmi do tábora v Plané nad Lužnicí, kde se dočkal konce války.

## Připomínka
- Jméno Karla Duba a jeho manželky (Dub Karel * 21. 4. 1899, Dubová Miloslava roz. Čermáková * 13. 1. 1909) jsou uvedena na pomníku spolupracovníků parašutistů a jejich rodinných příslušníků, kteří byli popraveni v německém koncentračním táboře Mauthausenu. V lednu 2011 byl slavnostně odhalen na terase kostela svatého Cyrila a Metoděje v Resslově ulici v Praze.[1]
- Na domě, kde bydleli za okupace jejich přátelé Bautzovi (na adrese Lumírova 601/11, Praha-Nusle) je umístěna pamětní deska se jmény Baucových, Dubových a Bradáčových. Věnovaly ji dobrovolné sestry Československého červeného kříže v Nuslích. Na pamětní desce je nápis: „V tomto domě žili: Josefa a Jindřich Baucovi, kteří byli pro illeg. činnost zatčeni se svými spolupracovníky dne 21. VI. 1942. Miroslava a Karel Dubovi, Marie a Adolf Bradáčovi popraveni v Mauthausenu dne 24. X. 1942. Čest jejich památce! Dar dobr. sester Čs.Č.K. v Nuslích.“[2][3]

## Galerie

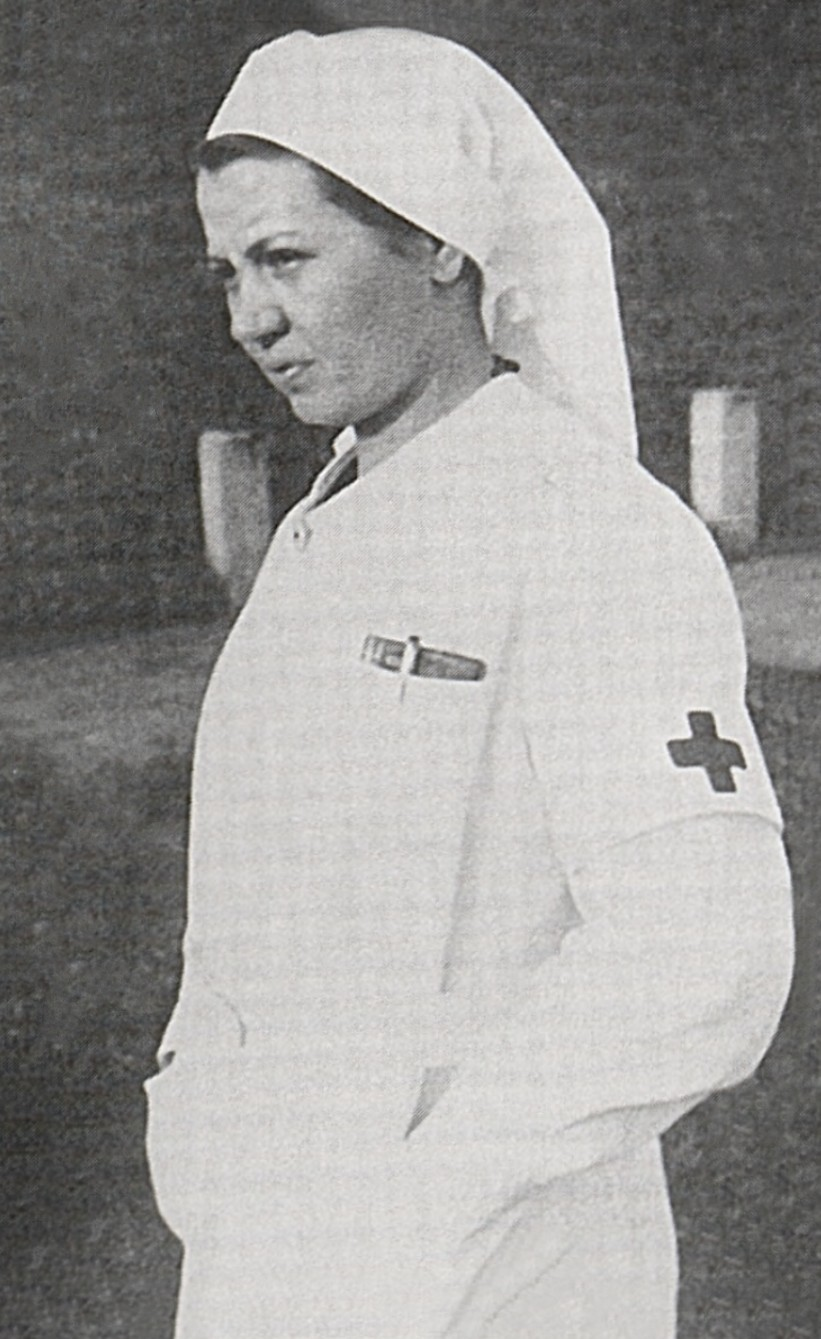
Jeho manželka Miroslava Dubová (rozená Čermáková)
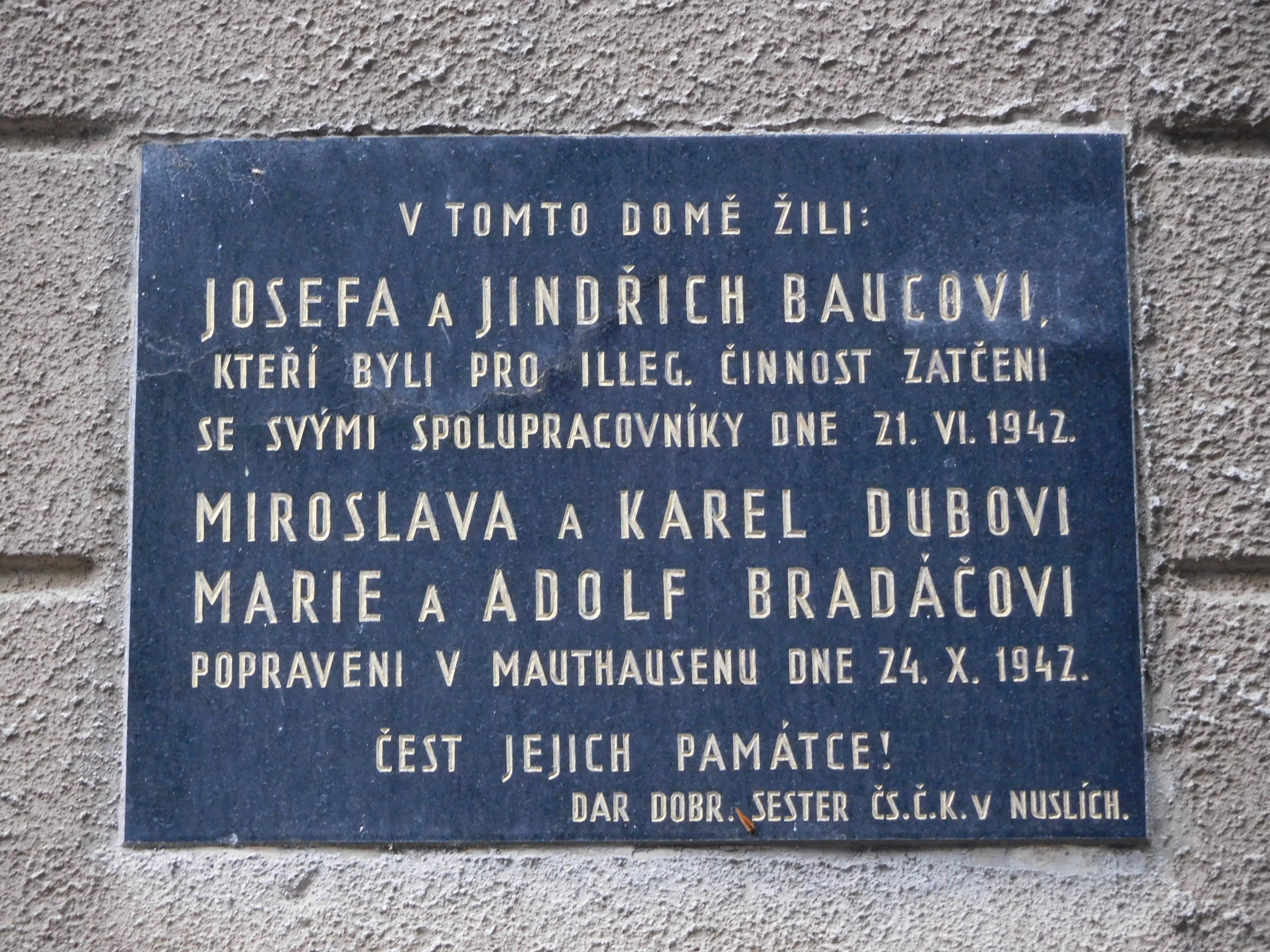
Pamětní deska na domě v Praze-Nuslích, Lumírova 601/11
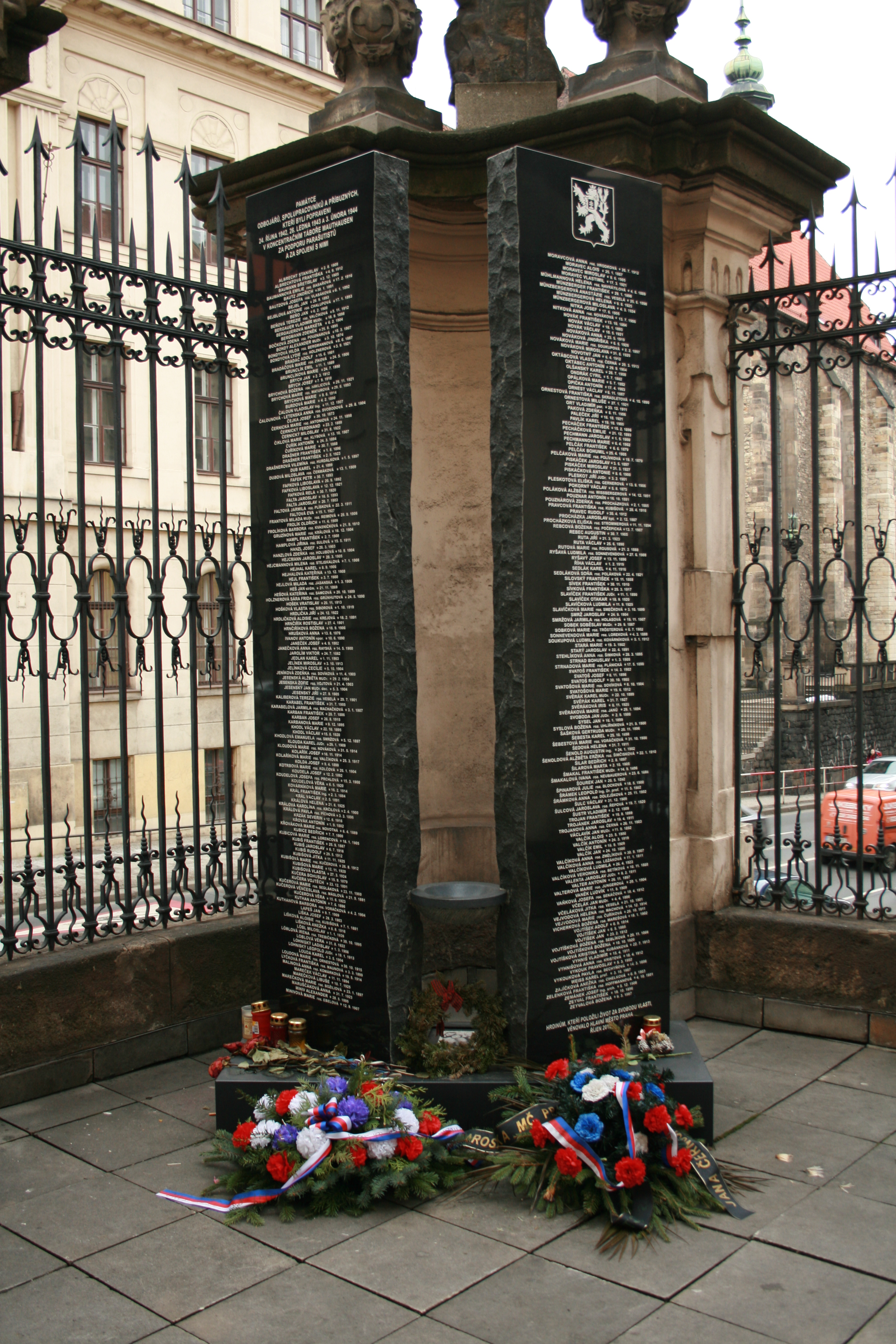
Pomník spolupracovníků parašutistů a jejich rodinných příslušníků na terase kostela sv. Cyrila a Metoděje v Resslově ulici.
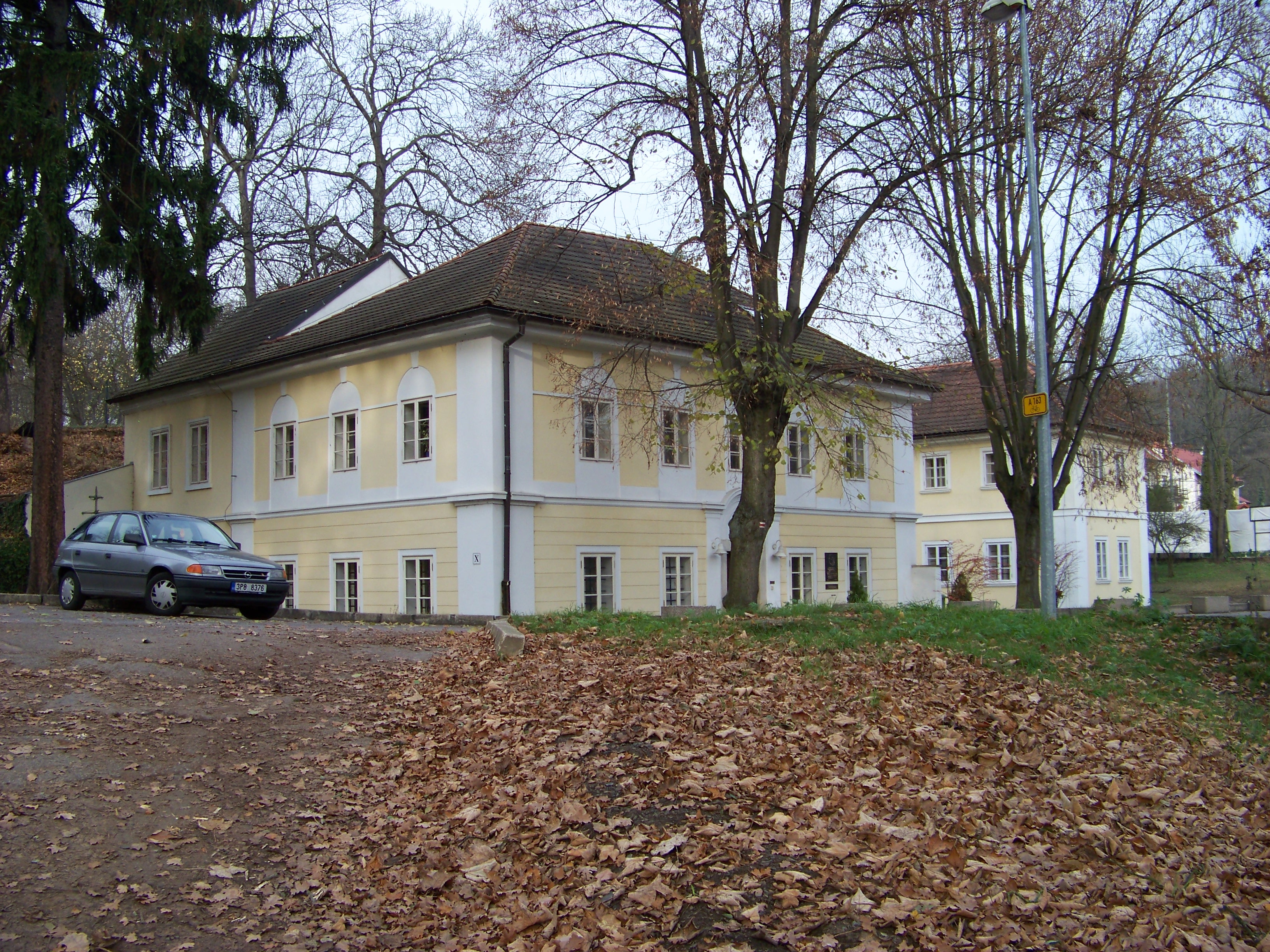
Zámek Jenerálka, kde byl internován jeho syn František
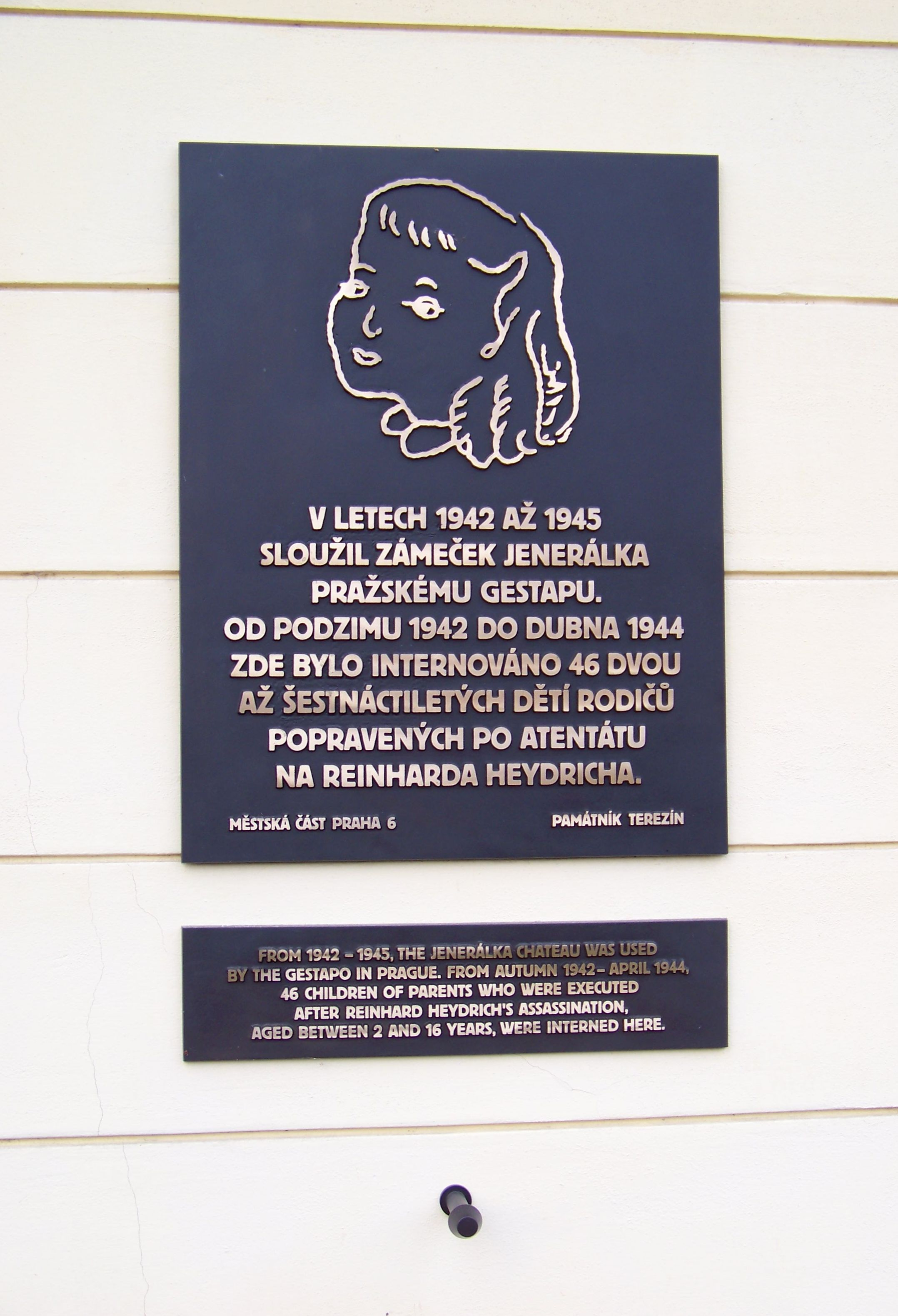
Pamětní deska na jedné z budov zámku Jenerálka, věnovaná dětem zde internovaných